# Nephrotoma croceiventris lindneri
Nephrotoma croceiventris lindneri is een tweevleugelige uit de familie langpootmuggen (Tipulidae). De soort komt voor in het Palearctisch gebied.